# Eni d'Est-Anglie
Eni est un membre des Wuffingas, la dynastie anglo-saxonne régnant sur les Angles de l'Est.

## Biographie
Dans son Histoire ecclésiastique du peuple anglais, le moine northumbrien Bède le Vénérable rapporte que le roi Anna (mort en 653 ou 654) est le « fils d'Eni, homme de sang royal ». Il indique ailleurs en passant que les rois Æthelhere (mort en 655 ?) et Æthelwald (mort en 664) sont les frères d'Anna, ce qui ferait d'eux les fils d'Eni.
Eni apparaît également dans les généalogies royales de la Collection anglienne. Le roi Ælfwald y est décrit comme le fils d'Ealdwulf, fils d'Æthelric, fils d'Eni, fils de Tyttla. Æthelric serait donc un quatrième fils d'Eni, et ce dernier le frère de Rædwald.